# Edzard Cirksena
Edzard Cirksena (* unbekannt; † 1441) war Häuptling zu Greetsiel, Norden, Emden und im Brokmerland.
Sein Vater Enno Cirksena und er hatten die beiden letzten Erbtöchter der bedeutenden Familie Syardsna von Berum (auch Sirtzena, Syrtza oder Zyertza geschrieben) geheiratet und deren Familiennamen angenommen, den Edzard wohl als erster Cirksena schrieb. Diese Schreibweise wurde von allen Nachkommen beibehalten.
Von seinem Vater hatte er die Herrschaft über fast ganz Ostfriesland geerbt, wenn auch ohne das Harlingerland. Er starb 1441, einen Tag nach seiner Frau Frouwa, an der Pest.